# Elladee Brown
Elladee Brown, née le 17 août 1971 est une ancienne coureuse cycliste canadienne, spécialiste de la descente en VTT.

## Palmarès en VTT
- Durango 1990
  -  Médaillée d'argent du championnat du monde de descente
- Ciocco 1991
  - 4e au championnat du monde de descente
- Bromont 1992
  - 7e au championnat du monde de descente
- Métabief 1993
  - 6e au championnat du monde de descente

### Autre
- 1996
  -  Championne de Canada de la descente